# لا حياة لمن تنادي
لا حياة لمن تنادي مَثَلٌ في العربية يُضرب فيمن يُنادَىٰ لأمرٍ فلا يُبالي به، ولا يكترث له.
وقد يعبر بها عامة العرب عن سُخْطٍ أو امتعاضٍ من مسؤولٍ أو مَنْ له سلطة حاكمةٍ.

## أصل البيت و مأثوره
يُنسب بيت الشعر هذا للشاعر عمرو بن معديكرب الزبيدي الملقب فارس العرب، وعاش بين 525 ـ 642م، يقول في قصيدةٍ له:
وفي قصيدة أخرى للشاعر ورد البيت هكذا:
أما كثير بن عبد الرحمن بن الأسود أو كثير عزة ، الذي عاش بين 660 ـ 723م فيقول:
واقتبس البيت الشاعر عبدالرحمن بن الحكم بن العاص  المتوفى عام 680م في قوله:
أما الشاعر بشارة بن عبدالرحمن الخاقاني  توفي عام 1772م فيقول:
وتذكر بعض المصادر ان الشاعرين بشار بن برد ودريد بن الصمة اقتبسا البيت في قصائد لهما، ومن الشعراء الذين اقتبسوا البيت الشاعر رفاعة بن رافع الطهطاوي، الذي عاش بين عامي 1801 ـ 1873م ويقول: